# Żonqor Battery

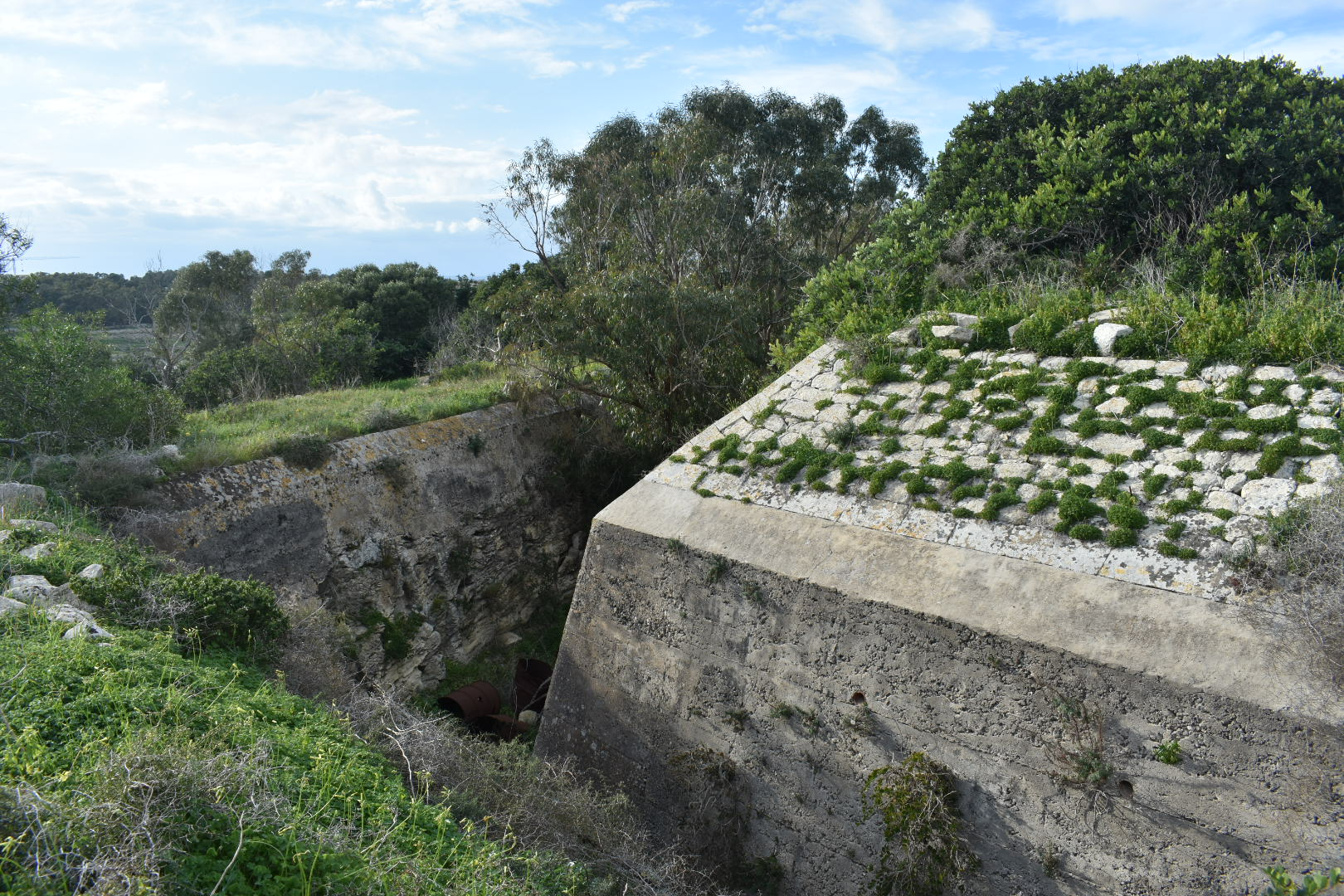
Zonqor Battery

Britische Küstenbefestigungen auf Malta, Nordostteil, Skizze

Die Zonqor Battery, in älteren Plänen auch Zonkor Battery genannt, ist eine Befestigungsanlage auf Malta. Sie wurde im Jahr 1882 zur Zeit der britischen Herrschaft über die Inseln erbaut. Sie befindet sich an der Nordostküste der Insel ca. 500 m nördlich der Marsaskala Bay und 0,9 km westlich von Żonqor Point. Die Batterie ist ein Beispiel für die Küstenbefestigungen gegen Ende des 19. und zu Beginn des 20. Jahrhunderts.

## Vorgeschichte

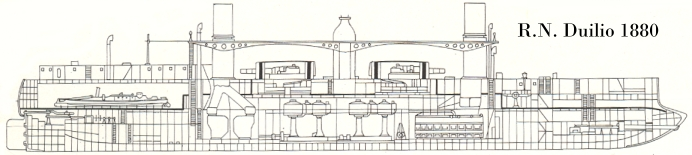
Schlachtschiff Duilio, Regia Marina Italia

Unmittelbar nach der Übernahme der Inseln durch die Briten im Jahre 1800 wurden die vom Johanniterorden erbauten Befestigungen nahezu unverändert genutzt. Im Einklang mit den damaligen militärtheoretischen Vorstellungen wurde die im Mittelmeer operierende Royal Navy als zuverlässigster Schutz gegen eine Invasion der Inseln angesehen. Die Situation änderte sich jedoch mit der Zusammenfassung der Flotten Sardiniens, der Bourbonen, Siziliens und des Kirchenstaates am 17. November 1860 und der Gründung der Regia Marina Italiana am 17. März 1861. Die einsetzende Aufrüstung der italienischen Flotte wurde von den Briten als Bedrohung ihrer beherrschenden Rolle im Mittelmeerraum empfunden. So legte die Regia Marina 1873 die beiden Schlachtschiffe der Caio-Duilio-Klasse auf Kiel. Ausgerüstet mit je vier 450-mm-Kanonen und stark gepanzert, waren sie bis zu 15 Knoten schnell. Gleichzeitig wurde durch die Einführung Granaten verschießender Kanonen die Artillerie revolutioniert. Nach dem Bau der Forts St Leonardo und St Rocco zwischen 1872 und 1878 wurde der Befestigung der Südküste besonderes Augenmerk geschenkt. Die Zonqor Battery sollte mögliche Anlandungen in der Marsaskala Bay und der St Thomas Bay verhindern. Im Jahr 1881 wurde der Bau der Batterie beschlossen. Ausgerüstet sollte die Batterie mit drei RML 64 pounder 64 cwt Gun werden. Der Name der Befestigungsanlage war damals noch San Nicola Battery. Bereits im Folgejahr ergaben sich erste Änderungen. Als Bewaffnung waren nun drei RML 7 inch 6½ ton gun vorgesehen, die auf bzw. hinter einem Parapet aufgestellt werden sollten.

## Aufbau

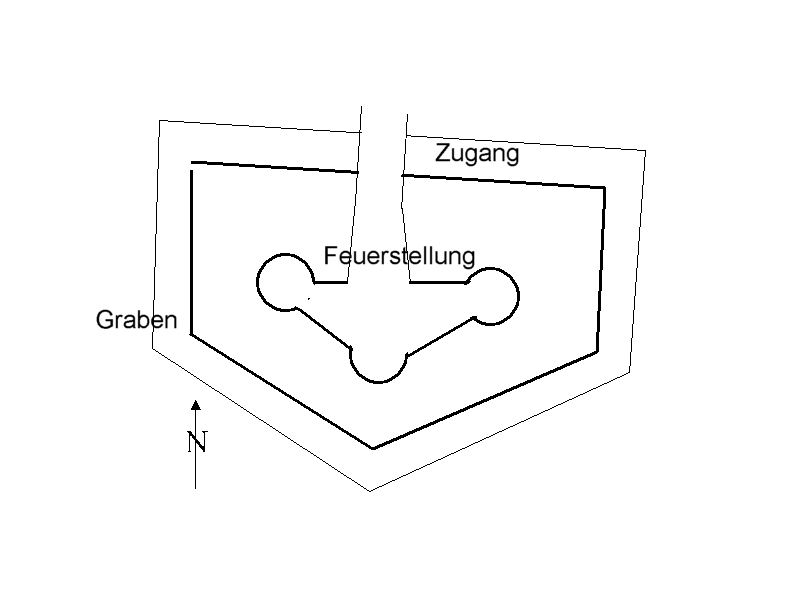
Zonqor Battery, Skizze

Die Zonqor Battery hat die Form eines Fünfecks. Die Basis ist 60 m breit, das Fünfeck 42 m hoch. Damit gehört die Batterie zu den kleineren Befestigungen auf Malta. Sie ist von einem ca. 6 m breiten Graben umgeben. Die festen Feuerstellungen befanden sich innerhalb der Batterie in zentraler Lage. Die Zugänge zu den Feuerstellungen und zum Munitionslager befinden sich unterhalb des Niveaus des umliegenden Geländes und sind daher weitgehend gegen Beschuss geschützt. Der Zugang zur Batterie erfolgt über die nördliche Mauer. Raum für Unterkünfte der Bedienung war nicht vorgesehen.
Im Jahr 1885 war die Anlage nahezu fertiggestellt. Die Baukosten der Anlage betrugen 5000 Pfund Sterling. Es stellte sich jedoch heraus, dass die Geschütze den Bereich der Bucht, den sie verteidigen sollten, nicht erreichen konnten. Darüber hinaus waren auch die möglichen Landungszonen und die zu diesen hinführenden Straßen nicht zu erreichen. Auch konnte die Batterie von Schiffen auf geringe Entfernung bekämpft werden.
Die Batterie wurde zunächst mit drei Kanonen RML 7 inch 7 ton gun ausgerüstet. Dabei handelt es sich um Vorderladerkanonen, die Sprenggranaten, Schrapnells und Vollgeschosse verschießen konnten. Das Gewicht eines Geschützes betrug rund 6,5 t. Jede Kanone war in der Lage pro Minute 2 bis 3 Schuss abzufeuern. Weder Reichweite noch Kadenz konnten den Anforderungen entsprechen. Zeitgenössische Quellen bezeichnen diesen Geschütztyp als „the worst in the service“.
Gouverneur John Lintorn Arabin Simmons schlug aufgrund der festgestellten Mängel den Bau einer Stellung oberhalb der Batterie vor. Die Stationierung von zwei bis drei mobilen Schnellfeuergeschützen am Eingang zur Bucht wurde ebenfalls erwogen. Letztendlich wurden derartige Pläne jedoch nicht umgesetzt.

## Nutzung im Zweiten Weltkrieg
Die Bewaffnung wurde schon vor Beginn des Zweiten Weltkrieges demontiert. Während des Krieges diente die Batterie als Lager für Munition.

## Nutzung nach dem Zweiten Weltkrieg
Derzeit wird die Batterie für landwirtschaftliche Zwecke genutzt.